# Partido Humanista de Portugal
El Partido Humanista fue un partido político portugués que durante su existencia no consiguió ningún escaño en la asamblea portuguesa. El Partido Humanista pertenecía a la Internacional Humanista.

## Historia
Registrado como partido en 1999, el 20 de mayo de 2015 el Tribunal Constitucional procedió a la disolución del PH y la cancelación de su registro, tras el congreso realizado por el partido el 30 de diciembre de 2014, en el que se aprobó la extinción del Partido Humanista de Portugal.

## Resultados
- Elecciones europeas de 1999: no se presentó.
- Elecciones parlamentarias de 1999: 0,14% (0 escaños, 7.346 votos).
- Elecciones parlamentarias de 2002: 0,21% (0 escaños, 11.630 votos).[3]
- Elecciones europeas de 2004: 0,39% (0 escaños, 13.272 votos).
- Elecciones parlamentarias de 2005: 0,30% (0 escaños, 16.869 votos).[3]
- Elecciones europeas de 2009: 0,48% (0 escaños, 17.139 votos).
- Elecciones parlamentarias de 2009: en coalición con el Partido da Terra, 0,22% (0 escaños, 12.405 votos).[4]
- Elecciones parlamentarias de 2011: 0,06% (0 escaños, 3.588 votos).
- Elecciones europeas de 2014: no se presentó.